# Романо ди Ломбардија
Романо ди Ломбардија (итал. Romano di Lombardia) је насеље у Италији у округу Бергамо, региону Ломбардија.
Према процени из 2011. у насељу је живело 17549 становника. Насеље се налази на надморској висини од 123 м.

## Становништво
Према резултатима пописа становништва 2011. у општини је живело 18.784 становника.
| 1931. | 1936. | 1951. | 1961.  | 1971.  | 1981.  | 1991.  | 2001.  | 2011.  |
| ----- | ----- | ----- | ------ | ------ | ------ | ------ | ------ | ------ |
| 7.682 | 7.824 | 9.474 | 10.260 | 12.830 | 14.518 | 15.408 | 15.634 | 18.784 |